# Porrorchis houdemeri
Porrorchis houdemeri är en hakmaskart som först beskrevs av Jean-Christophe Joyeux och Baer 1935.  Porrorchis houdemeri ingår i släktet Porrorchis och familjen Plagiorhynchidae. Inga underarter finns listade i Catalogue of Life.